# Salvatore Angerami
Salvatore Angerami (ur. 26 listopada 1956 w Neapolu, zm. 7 lipca 2019 tamże) – włoski duchowny katolicki, biskup pomocniczy Neapolu w latach 2014-2019.

## Życiorys
Święcenia kapłańskie otrzymał 22 czerwca 1997 i został inkardynowany do archidiecezji Neapolu. Po święceniach pracował jako animator w neapolskim seminarium. W 2003 został skierowany w charakterze wikariusza do parafii w Vomero, a dwa lata później objął funkcję jej proboszcza. W lipcu 2014 został rektorem seminarium.
27 września 2014 papież Franciszek mianował go biskupem pomocniczym archidiecezji Neapolu, ze stolicą tytularną Turres Concordiae. Sakry udzielił mu 8 listopada 2014 kardynał Crescenzio Sepe.